# La Legua (Piura)
La Legua, también llamada La Legua-San Jacinto, es una ciudad menor peruana ubicada en el distrito de Catacaos, perteneciente a la provincia y departamento de Piura, al norte del Perú. 

## Ubicación
La Legua se ubica al oeste de la provincia de Piura, en el distrito de Catacaos, en el departamento de Piura.

## Demografía
En 2017 La Legua tenía una población de 8863 habitantes.
| Gráfica de evolución demográfica de La Legua entre 1993 y 2017 |
|                                                                |
| Fuentes: Población 1993 (La Legua y San Jacinto) y 2017        |